# Atlantis (flygplan)

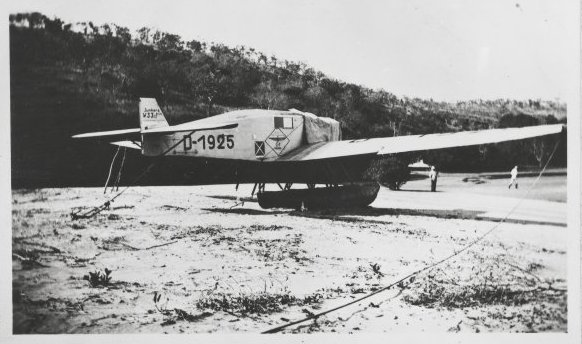
Flygplanet Atlantis på en strand i Australien.

Atlantis var namnet på ett flygplan av typen Junkers W 33c som användes av Hans Bertram på en flygning runt Australien.
Australien 1932-1933. Flygplanet som var försett med pontoner kunde endast landa på vatten. Vid avfärden från Tyskland var flygplanet begagnat men fullständigt genomgånget av AB Flygindustri. Flygplanet registrerades som  D-1925 i det tyska luftfartygsregistret och besättningen bestod av befälhavaren Bertram, andre pilot Karl Thom, mekanikern Adolf Klausmann och filmfotografen Alexander von Lagorio. Målet för resan var att göra reklam för Junkers flygplan i Kina och undersöka avsättningsmöjligheter för den tyska flygindustrin i de länder man passerade och filma de tyska utgrävningsplatserna i Warka. Flygningen inleddes med start från Köln 29 februari 1932 med mellanlandningar i bland annat Lugano, Venedig, Aten, Bagdad, Basra, Karatschi, Bombay, Calcutta, Bangkok, Singapore, Bimba, Kupang, Port Hedland, Adelaide, Melbourne, Canberra, Sydney, Brisbane och återresa enligt samma rutt. De tvingades under utresan nödlanda vid Po-deltat i Italien på grund av snöstorm och motorfel, och på flygningen mellan Bimba och Kupang tvingades man nödlanda 15 maj på grund av bränslebrist i mycket ödsliga trakter. För att ta sig vidare monterade man bort flygplanets ena ponton som man byggde om till en båt som man seglade med en bit längs kusten men på grund av den hårda sjön tvingades man att ta sig i land och återvända till flygplanet. Redan efter någon dag tog både vatten och mat slut och man provade att dricka flygplanets kylarvätska. På grund av kraftiga vindar på hög höjd var avdriften från den tänkta flygvägen omkring 900 kilometer söder om den plats räddningsflygplanen letade. Efter 53 dagar hittades de av några aboriginer som på uppmaning från missionsstationen i Drysdale River bett dem leta längs kusten. Flygplanet bärgades i september och Bertram startade flygplanet med en ponton till ett sportflygplan som var 2 meter kortare än flygplaners originalpontoner. Efter bärgningen byttes pontonstället mot ett hjulställ och man fortsatte flygningen efter den uppgjorda planen med besök i ett flertal städer i Australien, man återvände till Berlin i Tyskland 17 april 1933. Total  flygsträcka var 55,330 kilometer med ren flygtid på 321 timmar 24 minuter varav hemflygningen som Bertran soloflög från Surabaja tog 85 timmar och 15 minuter med flygsträckan 13,770 kilometer. Väl i Tyskland återbördades flygplanet till Junkers som modifierade flygplanet till W 33c3e, varvid L-5-motorn (310 HP) ersattes med en typ L-5G på 340 hk. Den vänstra ´pontonen som användes som båt hittades 1978.
Flygplanet var begagnat när flygningen inleddes och hade tidigare använts av Albin Ahrenberg för en försöksflygning över Atlanten med registreringen SE-ABX i det svenska luftfartygsregistret. 

## Flygplanets historia
- 15 maj 1929 flygplanet inregistreras på Bankirfirman CG Cervin i Stockholm
- 11 maj 1930 flygplanet inregistreras på AB Aerotransport
- 15 juli 1931 flygplanet avfördes från det svenska luftfartygsregistret och registreras i Tyskland under D-1925 på Deutsche Lufthansa.
- 31 december 1931 flygplanet återregistreras på AB Aerotransport.
- 21 april 1932 flygplanet avfördes från det svenska luftfartygsregistret och registreras i Tyskland under D-1925 på Hans Bertramn
- 1933 flygplanet inregistreras på Junkers och återkom till det tyska luftfartsregistret som D-OVYL och såld vidare till Deutsche Verkehrsfliegerschule 1934.